# Feminaționalism
Feminaționalism sau femonaționalism (din feminism și naționalism) este un termen care descrie asocierea dintre o ideologie naționalistă și unele precepte ale mișcării feministe.
Termenul a fost inițial propus de cercetătoarea Sara R. Farris pentru a se referi la procesele prin care anumite puteri se aliniază cu unele revendicări ale mișcării feministe în scopul justificării pozițiilor rasiste, xenofobe sau aporofobe, sprijinindu-le pe baza prejudecăților potrivit cărora persoanele migrante ar fi, în mod forțat, misogine și că societatea occidentală este complet egalitară. Astfel, se folosesc drepturile femeilor și drepturile obținute pentru a susține poziții împotriva imigrației, devenind tot mai obișnuit în rândul partidelor de extremă dreapta.
Principalele critici la acest fenomen se concentrează asupra utilizării selective și partizane a mișcării feministe pentru a susține scopuri bazate pe intoleranță, ignorând sexismul propriu și lipsa unei egalități reale în societatea occidentală în ansamblu.